# Giuseppe Montello
Pour les articles homonymes, voir Montello.
Giuseppe Montello, né le 7 décembre 1992 à Tolmezzo, est un biathlète italien.

## Carrière
Il fait ses débuts internationaux en 2013, en participant aux Championnats du monde junior, puis quelques mois plus tard en Coupe du monde à Hochfilzen. Durant l'été 2013, il est médaillé d'argent en relais mixte aux Championnats du monde de biathlon sur roller-ski. 
Il effectue sa première saison complète en 2016-2017, où il reçoit une sélection pour les Championnats du monde de Hochfilzen, où il marque ses premiers points pour la Coupe du monde avec une 34e place à la poursuite. Il y est aussi cinquième du relais.
En 2018, il prend part aux Jeux olympiques de Pyeongchang, où il est 50e du sprint, 39e de la poursuite, 40e de l'individuel et 12e du relais.

## Palmarès

### Jeux olympiques d'hiver
| Épreuve / Édition                | Individuel | Sprint | Poursuite | Mass start | Relais | Relais mixte |
| Jeux olympiques 2018 Pyeongchang | 40e        | 50e    | 39e       | —          | 12e    | —            |

Légende :
- - : Non disputée par Montello

### Championnats du monde
| Épreuve / Édition        | Individuel | Sprint | Poursuite | Départ en masse | Relais | Relais mixte |
| Mondiaux 2017 Hochfilzen | 87e        | 44e    | 34e       | —               | 5e     | —            |
| Mondiaux 2019 Östersund  | —          | 75e    | 27e       | —               | —      | —            |

Légende :
- — : non disputée par Montello

### Coupe du monde
- Meilleur classement général : 87e en 2017.
- Meilleur résultat individuel : 28e.

#### Différents classements en Coupe du monde
| Année     | Classement général final |
| 2016-2017 | 87e                      |
| 2018-2019 | 89e                      |

### Championnats du monde de biathlon d'été
- Médaille d'argent du relais mixte en 2013.